# Rauvolfia nukuhivensis
Rauvolfia nukuhivensis är en oleanderväxtart som först beskrevs av Francis Raymond Fosberg och Sachet, och fick sitt nu gällande namn av David H. Lorence och Butaud. Rauvolfia nukuhivensis ingår i släktet Rauvolfia och familjen oleanderväxter. Inga underarter finns listade i Catalogue of Life.